# Дом Лопарева
Дом Лопарева — двухэтажный каменный особняк начала XX века постройки по проспекту Ленина, в городе Вытегра, Вологодской области. Памятник истории и культуры регионального значения. В настоящее время строение требует ремонта, используется в качестве помещений Вытегорского политехнического техникума.

## История
На основании архивных материалов Вытегорского краеведческого музея, особняк построен на средства купца Лопарева в 1902 году. Сам владелец являлся подрядчиком по реконструкции Мариинской водной системы, его капитал доходил до 12 миллионов рублей, являлся купцом первой гильдии; занимался торговлей, транспортировкой товаров, а также владел кирпичным заводом, на котором производился «лопаревский» кирпич, имеющий высокое качество. В строении находился магазин, вход в который размещался со стороны Воскресенского проспекта. В подвалах и помещениях дворовой части располагались склады.
Купец Полянский стал владеть этим зданием перед Октябрьской революцией.

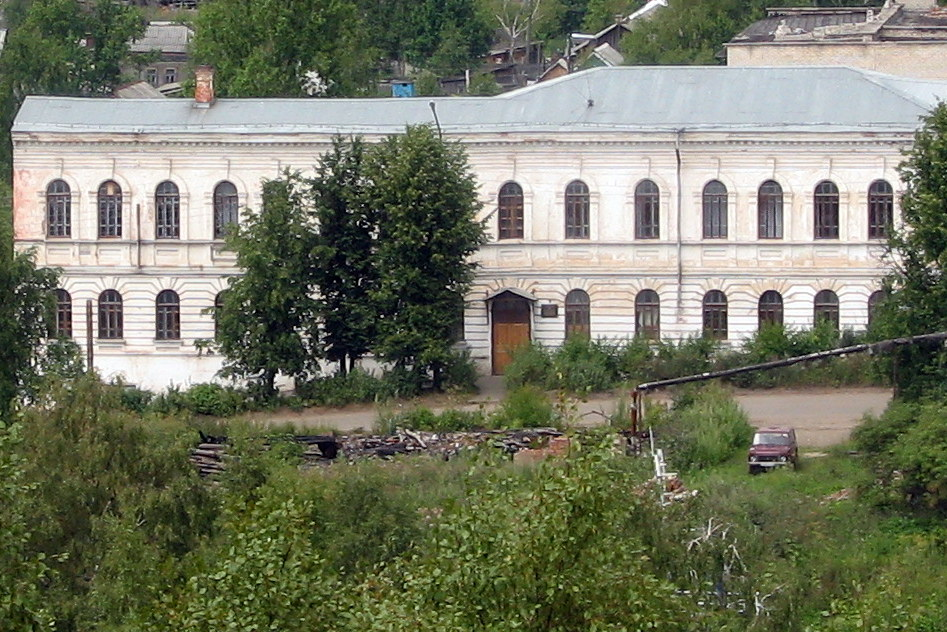
Вид сверху

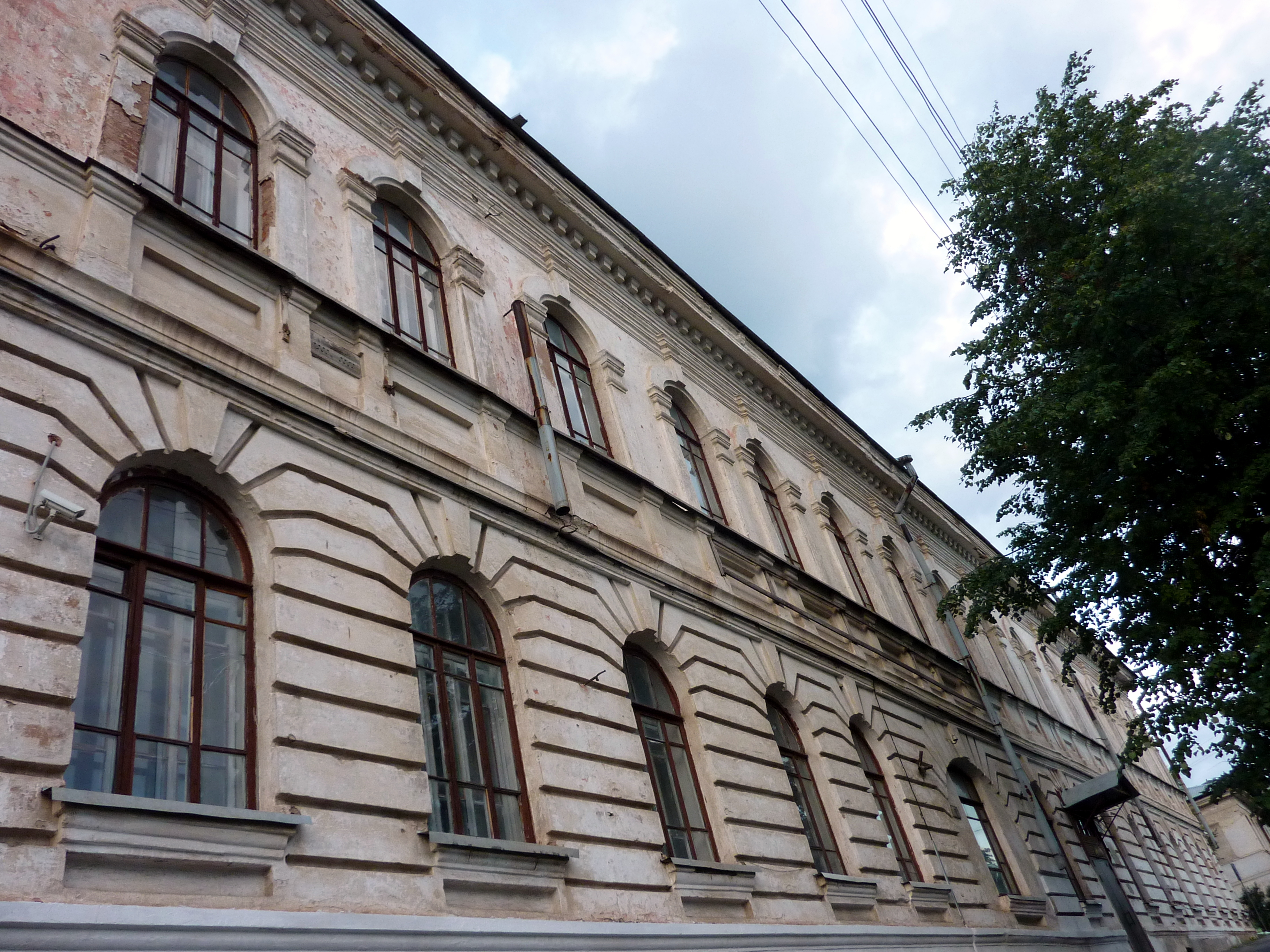
Фасад дома

В советское время в этом строении располагались: Клуб водников, а на первом этаже естественно-исторический музей. С 1940-х по 1966 годы здесь размещалось Управление "Волгобалтстроя". В 1966 году здание было передано Вытегорскому лесотехническому техникуму (сейчас БПОУ ВО «Вытегорский политехнический техникум»). В 1974 году была выстроена четырехэтажная кирпичная пристройка, в которой расположились помещения столовой, общежития и аудитории.

## Архитектура
Одно из немногих в Вытегре каменных зданий начала XX века, которые имеют отношение к периоду эклектики. Сильно отличается развитой планировкой и усложненной объемно-пространственной композицией.
Строение разместилось на углу проспекта Ленина и улицы Свободы. Главный фасад выходит на проспект, боковые уличные фасады – на улицу Свободы. Уличный угол здания скошенный и украшен высоким аттиком. Он служит ориентиром при движении по проспекту к западу от Сиверсова моста. Разросшиеся деревья скрывают часть главного фасада. В северной части здания была возведена большая кирпичная четырехэтажная пристройка.
С улицы здание выглядит как цельный объем, однако со двора можно увидеть, что строение состоит из крупного высокого основного объема, перекрытого системой вальмовых кровель со сложными разъендовками, а также примыкающего к нему небольшого и более низкого дворового крыла под кровлей на два ската, конек которой идет по диагонали крыла. Западный фасад дома полностью лишён декора.
Каких-то значительных перестроек и утрат здание не имеет. Скорее всего, в средней части строения имелся арочный проем – въезд во двор, который был заложен. Каменное крыльцо-тамбур под трехскатной кровлей было пристроено ко входу на лестницу со двора. Несколько старых дверных проёмов были заложены, все окна были ликвидированы с восточной части здания. На втором этаже особняка разобраны несколько печей, были установлены перегородки в части передних комнат.

## Современное состояние
В настоящее время этот особняк используется в качестве учебных помещений БПОУ ВО «Вытегорский политехнический техникум».
В 2021 и 2022 годах планируется проведение капитального ремонта исторического здания на общую сумму 49,8 миллиона рублей по государственной программе «Наследие Вологодчины на 2018–2025 годы». 

## Документы
В соответствии с постановлением Губернатора Вологодской области от 15 февраля 1999 года №101 дом Лопаревых находится под государственной охраной и отнесен к памятникам регионального значения.
Постановление от 15.02.1999 г. № 101 г. Вологда. «О постановке под государственную охрану памятников архитектуры г. Вытегры».